# Serú Girán
Serú Girán — аргентинський рок-гурт. Створений у Буенос-Айресі (Аргентина) 1978 року. 1982 року гурт розпався через творчі суперечності між музикантами.
6 червня 1992 року, через 10 років після розпаду, було оголошено про об'єднання гурту задля турне «Serú'92».

## Дискографія
1. 1978 — Serú Girán
2. 1979 — La grasa de las capitales
3. 1980 — Bicicleta
4. 1981 — Peperina